# Roc de Gachone
Le roc de Gachone est une colline culminant à 167 m d'altitude à Calvisson, dans le département français du Gard en région Occitanie.

## Toponymie

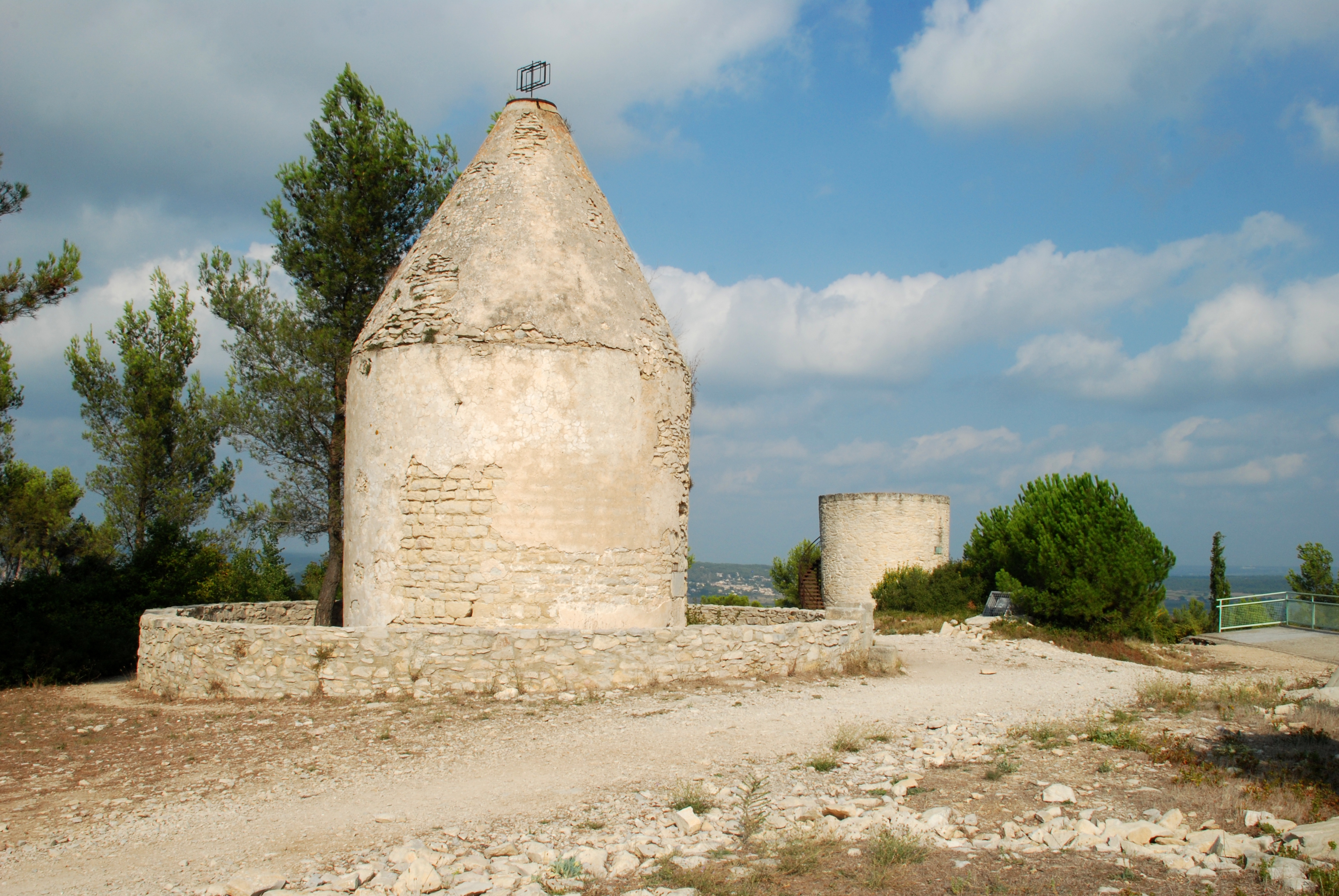
Le Moulin pointu qui servit de repère géodésique à Cassini.

L'agaissoun ou agaichoun, qui a donné Gachone, désigne un endroit où la vue porte loin.
Il est également appelé « signal de Cassini » car un des quatre moulins qui occupe son sommet fut choisi au XVIIIe siècle par César-François Cassini comme point géodésique, repère pour l'établissement de la première grande carte de France, la fameuse carte de Cassini.

## Géographie
Le roc de Gachone se situe à l'ouest du village de Calvisson, d'où il domine la route de Congénies. On y accède par la rue de la Louve, à partir de la route de Saint-Étienne-d'Escattes. Il offre un point de vue remarquable, de la mer Méditerranée aux Cévennes.

## Les moulins

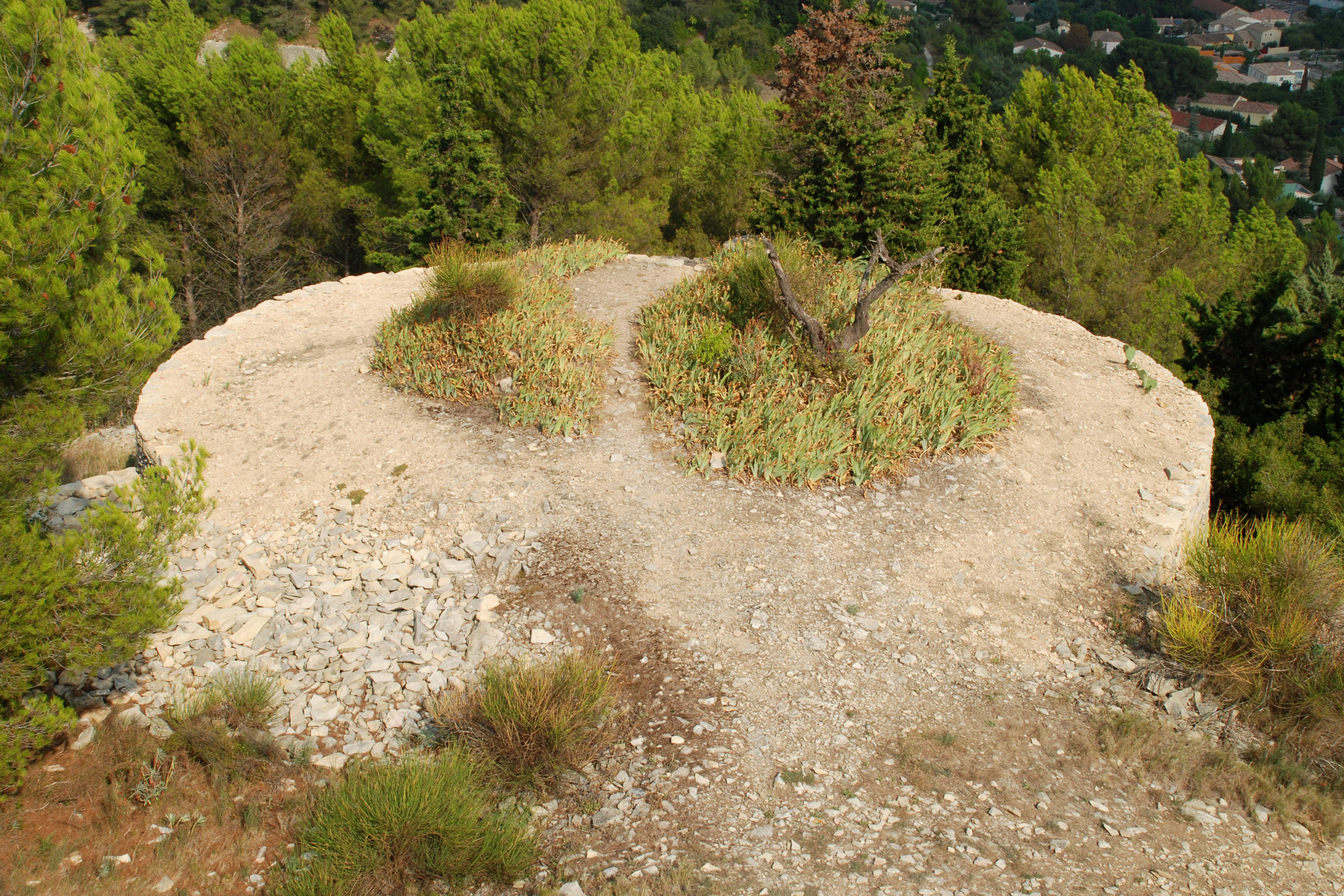
Le socle du Moulin Vieux Farinière.

Le sommet de la colline est occupé par quatre anciens moulins à vent des XVIIe et XVIIIe siècles disposés en ligne d'est en ouest.

### Le Vieux Farinière
Le Vieux Farinière, situé à l'est, est le plus ancien des quatre moulins, daté de 1720. Détruit en 1838 par une tempête, il fut démoli en 1839. Il n'en subsiste que le socle.

### Le Moulin ébréché ou Moulin municipal

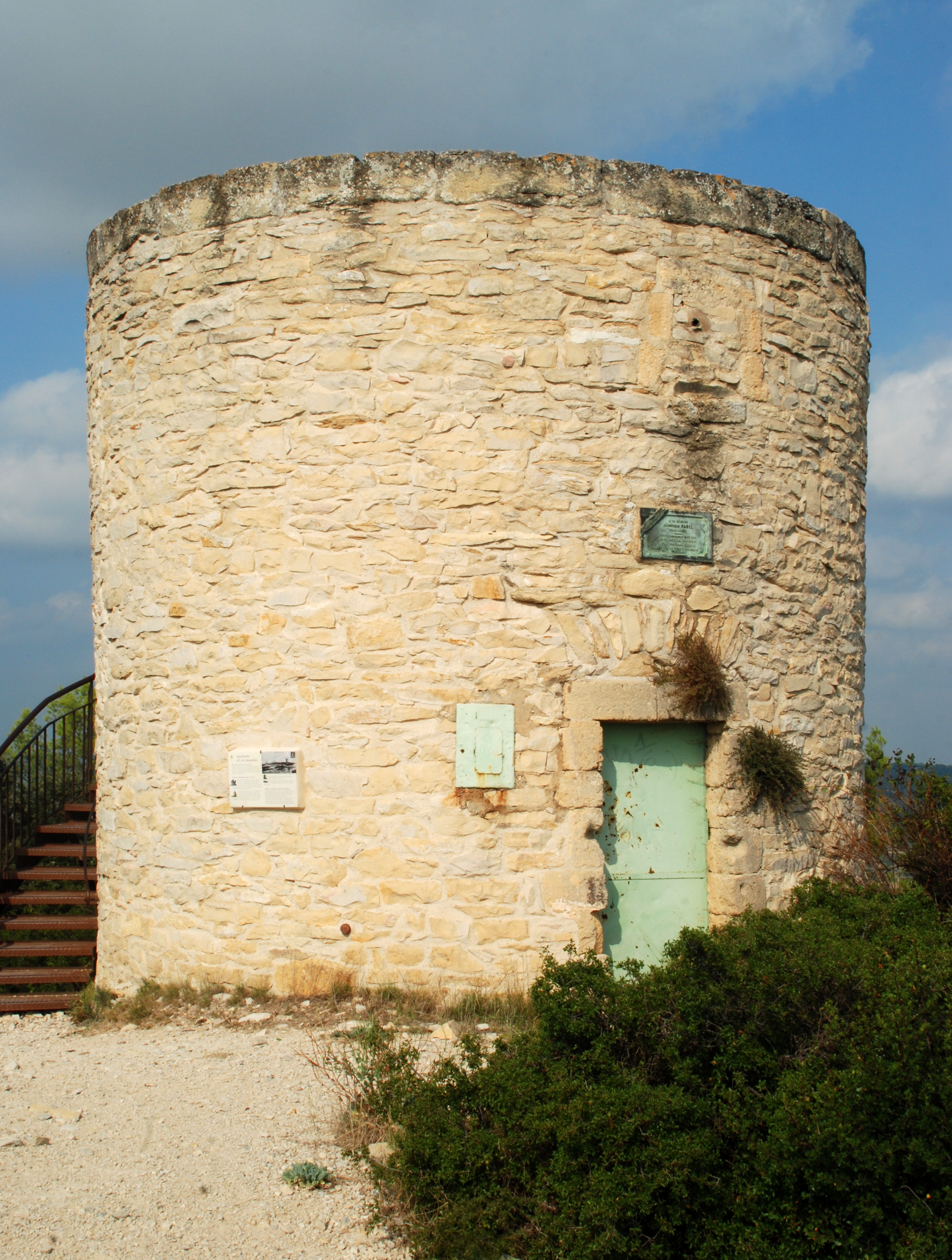
Le Moulin ébréché.

Le second moulin à partir de l'est, appelé Moulin ébréché ou Moulin municipal, fut restauré au début du XXe siècle par le docteur Gédéon Farel (1845 - 1925),. Son sommet, auquel on accède par un escalier métallique, porte la table d'orientation en lave émaillée réalisée sur base des dessins du docteur Farel tandis que ses flancs portent une plaque de bronze célébrant la mémoire de ce dernier ainsi que la devise « Du bleu vers le bleu » :

« 
A La Mémoire

Du Docteur Farel

1845 - 1925

Fervent Admirateur de Ce Site

S'est Voué à Son Organisation

En A Fait Aimer la Beauté

A Etabli la Table d'Orientation »

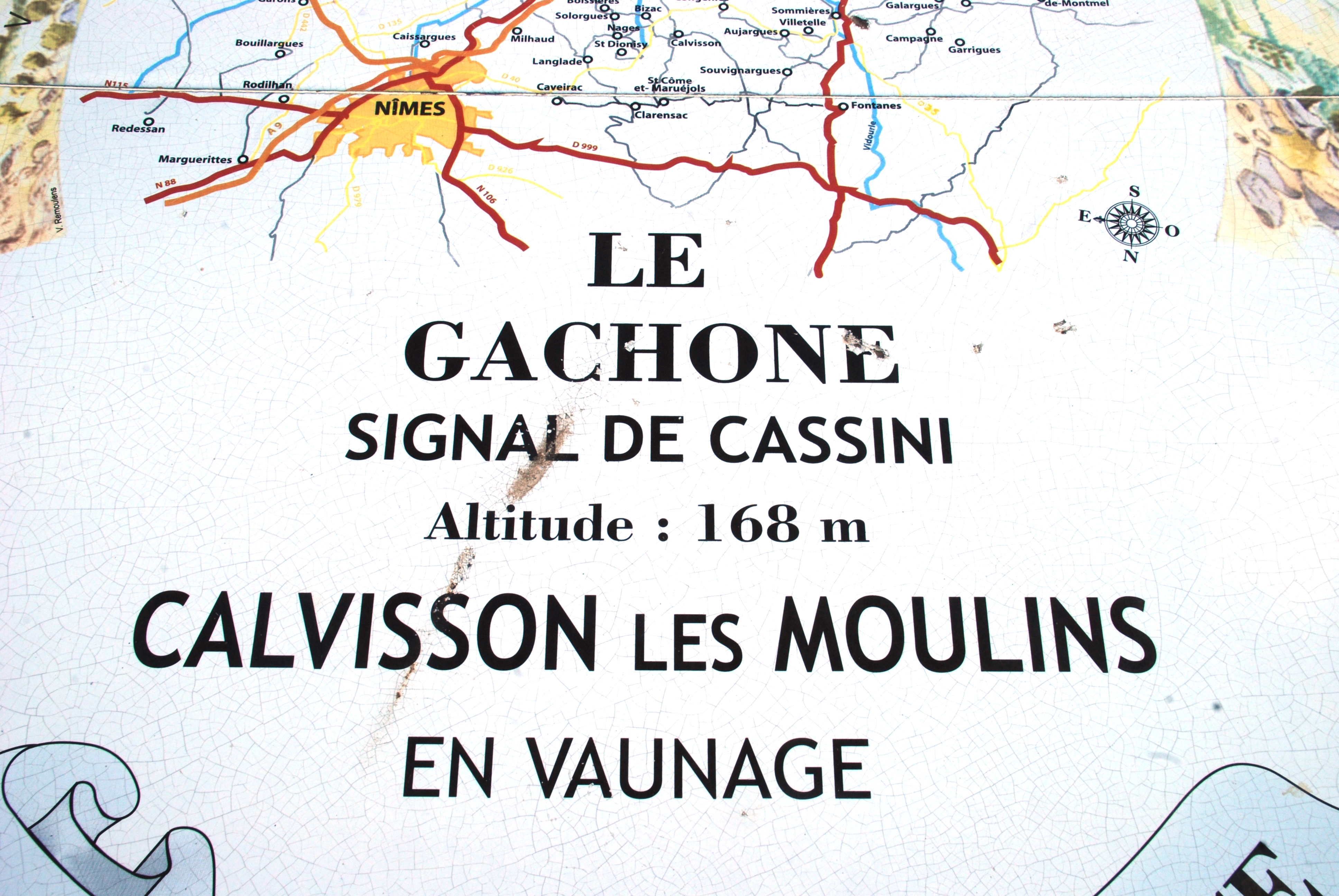
Table d'orientation.
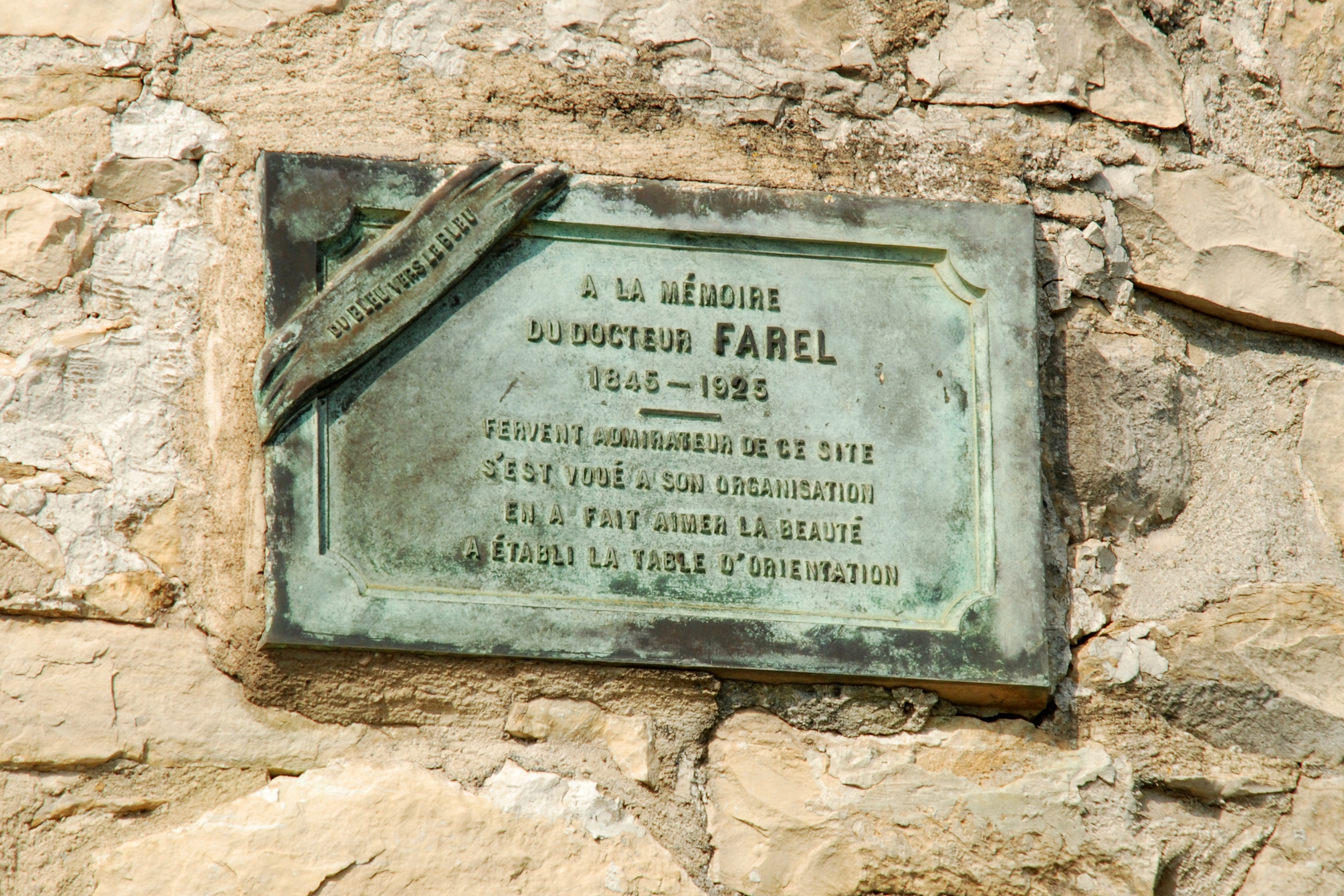
Hommage au docteur Farel.

### Le Moulin pointu

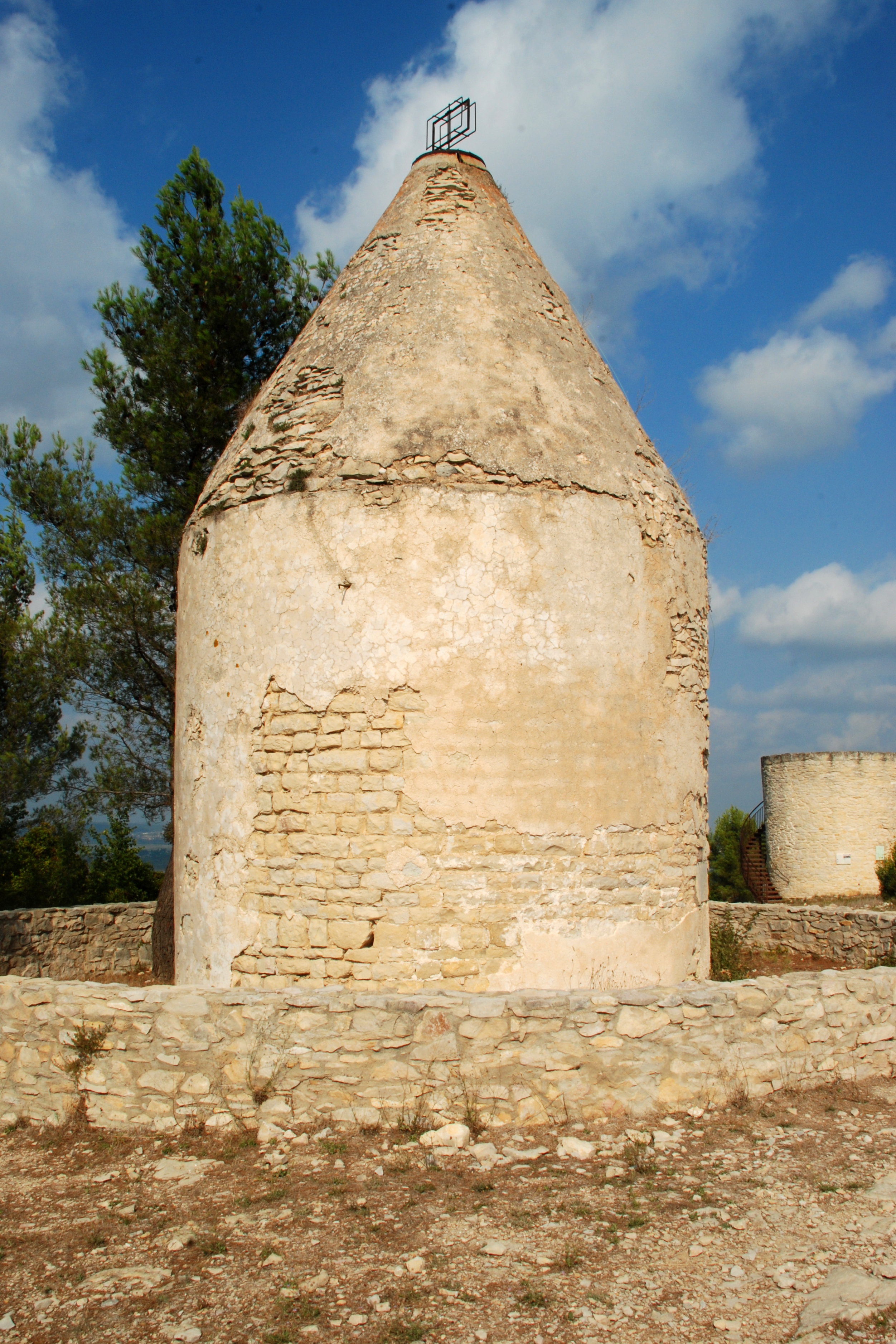
Le Moulin Pointu.

Le troisième moulin, dit Moulin pointu est celui qui servit de repère géodésique à Cassini pour l'établissement de la première grande carte de France. En 1880, il devint le mausolée de  deux amis aveugles, Antoine Tessier et Louis Pages, dont le souvenir est commémoré par une plaque en pierre :

« 
Ici Reposent Deux Amis

Antoine Tessier

Agé de 71 Ans

Louis Pages Agé de 64 Ans

Ma?s ??? »

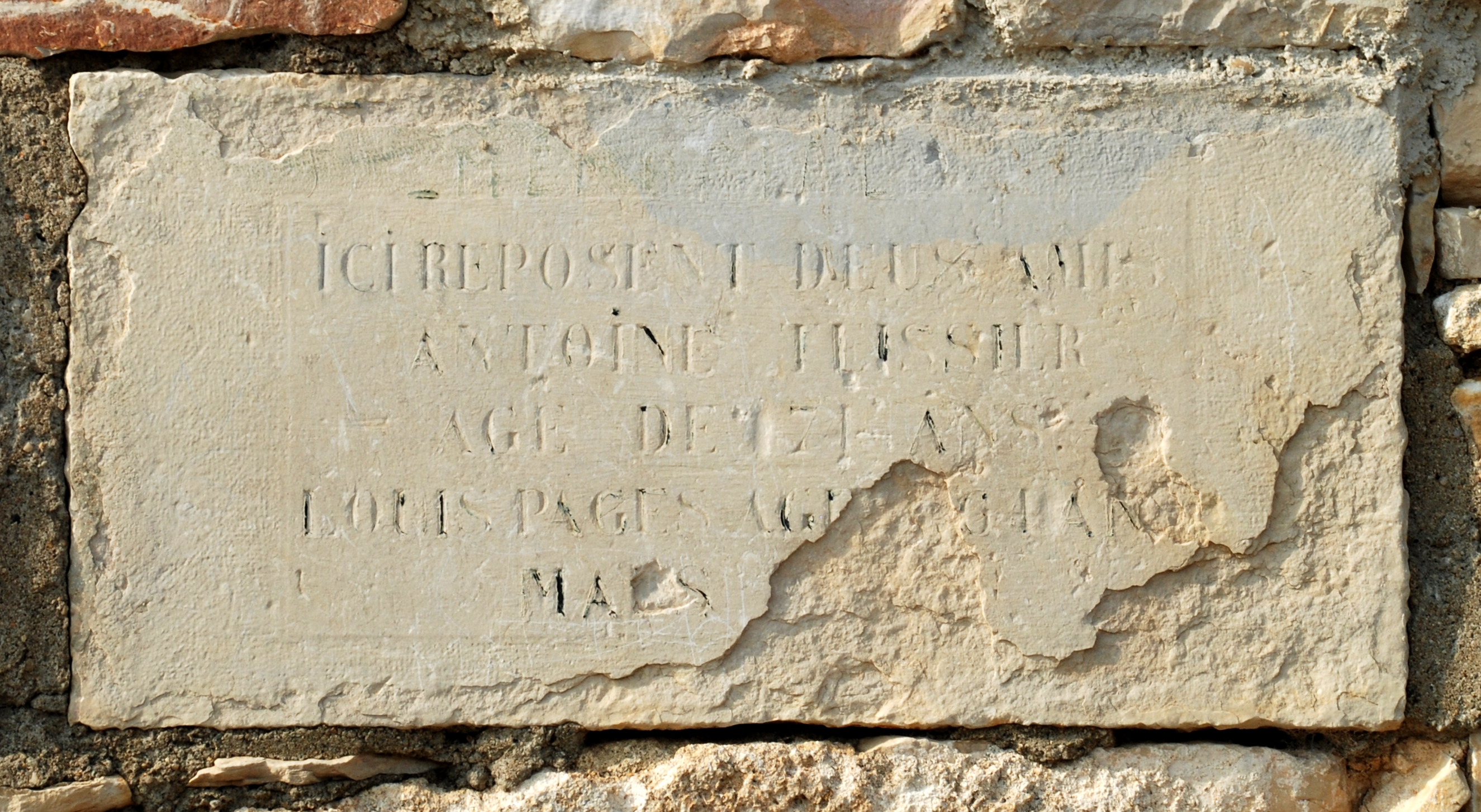
La plaque des deux amis aveugles.

Son toit en bois a été remplacé à cette occasion par une couverture conique en pierre, qui est donc bien postérieure aux travaux de Cassini.

### Le Moulin de l'ouest

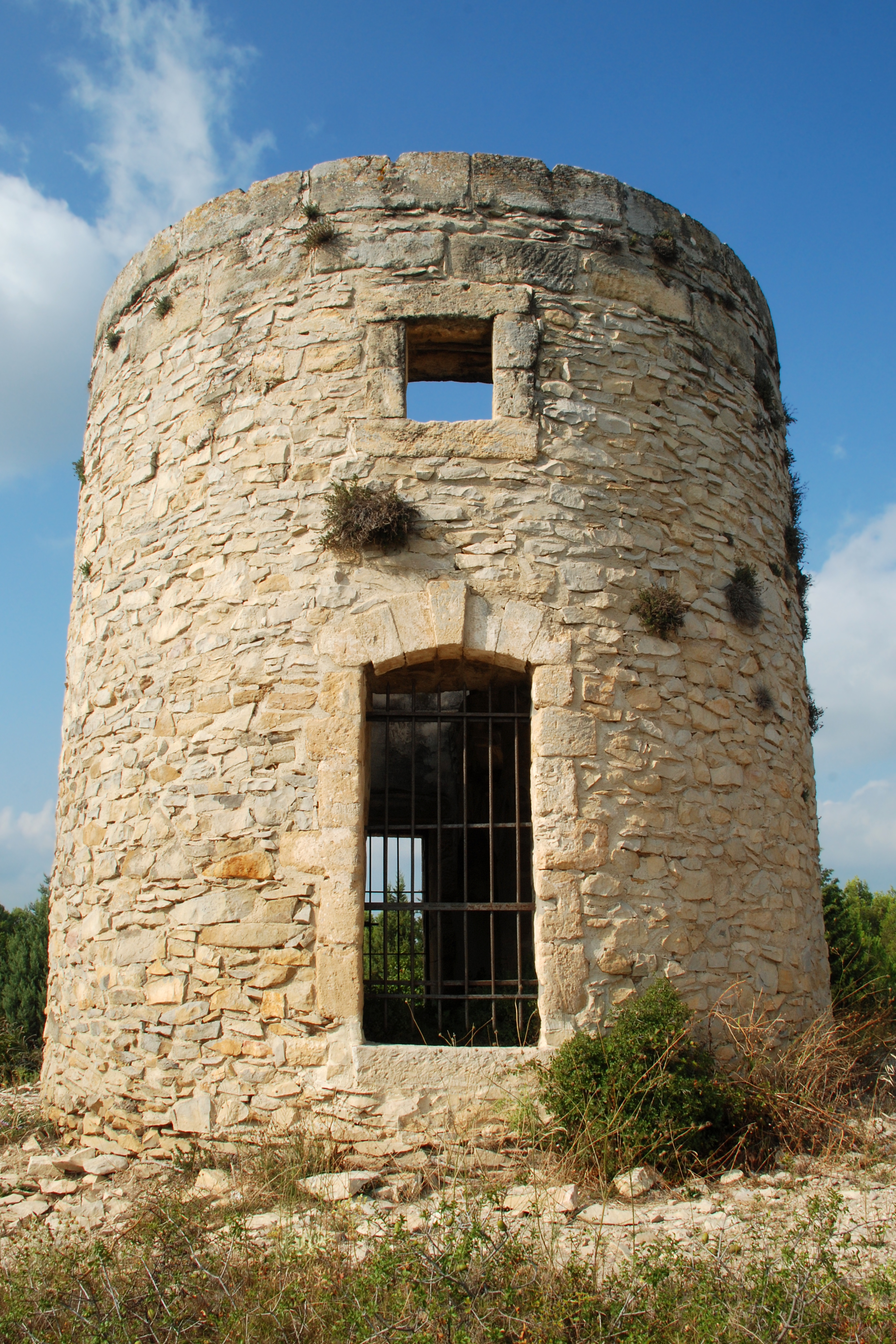
Le Moulin de l'ouest.

Le quatrième moulin, dit Moulin de l'ouest affiche la date de sa construction : 1774. Érigé en moellons, il est percé de part et d'autre d'une porte à encadrement en pierre de taille et piédroits harpés, surmontée d'une petite baie carrée. L'une de ces portes est surmontée d'un simple linteau alors que l'autre, nettement plus soignée, est surmontée d'un arc surbaissé à clef et claveaux en saillie.